# Te cựa
Vanellus duvaucelii là một loài chim trong họ Charadriidae.